# Église Saint-Anthime-et-Saint-Saturnin de Brommat
L'église Saint-Anthime-et-Saint-Saturnin de Brommat est une église située en France à Brommat, dans le département de l'Aveyron en région Occitanie.
Elle fait l'objet d'une inscription au titre des monuments historiques depuis le 4 novembre 1927. Elle est dédiée à saint Anthime, martyr à Nicomédie mort décapité en 303, et à saint Saturnin, également martyr.

## Historique
Brommat a été une viguerie, siège du tribunal rendant la justice au nom du comte de Rodez, dès le IXe siècle. Brommat est alors le chef-lieu de la viguerie du Barrez.
Vers 1074, le comte de Rodez Aimoin et son épouse, Pétronille, donnent l'église de Brommat avec ses dîmes, ses oblations, ses préférences, le fief sacerdotal, la maison appelée caminata à Étienne II, abbé de Conques. Brommat devient le prieuré-chef du Barrez.
Au cours d'une visite pastorale, l'évêque de Rodez Bertrand de Chalençon autorise, en 1478, la communauté des habitants à démolir l'ancienne église romane menaçant de s'effondrer et à en reconstruire une nouvelle avec deux chapelles.
L'église est donc reconstruite dans le dernier quart du XVe siècle, ainsi que le prieuré ou caminata, appelé le château, résidence du prieur nommé par l'abbé de Conques.
En 1582, le prieuré est pris par les protestants. Bien qu'il y ait aucun texte concernant l'église, on peut supposer qu'elle eut à souffrir de cette incursion car des travaux importants sont faits en 1601 sous la direction de l'abbé de Conques, Jean Mignot, le prieur, Jean Johani, et les habitants de Brommat :
- consolidation des voûtes du chœur et de la chapelle Saint-Anthime,
- reconstruction de voûtes des chapelles Sainte-Anne et Sainte-Madeleine,
- réparation du clocher. Les travaux sont faits par des artisans locaux, Jean Solenc, maçon, et Bernard Trin, charpentier.

Le 1er août 1515 avait été créée la Confrérie Notre-Dame-de-Pitié. Une des chapelles servait à ses offices.
À la fin du XVIIe siècle ou au début du XVIIIe siècle, les remplages de la baie du chevet sont bouchés car on place derrière le maître autel un retable orné d'un tableau représentant le martyre de saint Saturnin, patron de l'église.
En 1822, le curé Antoine Bors, fait construire une sacristie contre le chevet de l'église.
Pierre Mousses, son successeur, entreprend vers 1850 de réunir les chapelles latérales des bas-côtés en démolissant les murs séparatifs et en commandant à un artisan de Salers le retable de la Vierge et la chaire à prêcher. Étant décédé avant la fin des travaux, c'est son successeur, l'abbé Frédéric Cambournanc, qui a fait réaliser les dorures du retable dans le style du XVIIIe siècle. Il a aussi fait réaliser les boiseries du chœur.
Le cimetière qui entourait l'église a été déplacé en 1920. On ajoute une nouvelle construction à la sacristie.
À partir de 1997, un nouveau projet de restauration et d'aménagement autour de l'église a été entrepris.
L'édifice est inscrit au titre des monuments historiques en 1927.

## Localisation
L'église est située sur la commune de Brommat, dans le département français de l'Aveyron.